# Francisco del Rosario Sánchez
Francisco del Rosario Sánchez, né le 9 mars 1817 à Saint-Domingue et mort fusillé le 4 juillet 1861 dans le cimetière de San Juan de la Maguana, est un avocat et un homme d'État dominicain, cofondateur, avec Juan Pablo Duarte et Ramón Matías Mella, de l'actuelle République dominicaine. À eux trois, ils sont les Padres de la Patria (pères de la patrie).
Francisco del Rosario Sánchez est considéré comme le second dirigeant de la guerre d'indépendance dominicaine contre l'occupation haïtienne et stratège politique. 
Il a succédé à Juan Pablo Duarte y Díez, dans la lutte pour l'indépendance durant l'exil de celui-ci et a proclamé l'indépendance de la République dominicaine le 27 février 1844 à Puerta del Conde (en).
C'était un combattant de la liberté, mettant en action les principes du siècle des Lumières.

## Biographie
Francisco del Rosario Sánchez est né à Saint-Domingue le 9 mars 1817, fils de Narciso Sánchez Ramona, boucher, et Olalla del Rosario de Belén Fernández, sa mère, d'ascendance africaine. Ses parents n'étaient pas mariés au moment de sa naissance. Francisco était l'aîné de onze enfants dont l'un, Socorro Sánchez, s'est imposé comme un journaliste. Sánchez était également le neveu du côté paternel de la militante María Trinidad Sánchez.
Tout d'abord éduqué par sa mère, il est plus tard un disciple du prêtre péruvien Gaspar Hernández, qui développe son esprit patriotique. Par ailleurs, son militantisme vient également de son père, membre d'un mouvement pour chasser les Haïtiens du territoire dominicain. 
Bien qu'autodidacte il maîtrise le français et latin, acquiert une culture considérable et s'illustre dans ses plaidoieries d'avocat.
Sanchez a eu des enfants avec plusieurs femmes, la première Felicita Martínez, avec laquelle il a eu Mónica. Quelques années plus tard a eu María Hinojosa Evarista (Goyita) avec María Gregoria. Puis, avec la curaçaoannaise Leoncia Leydes Rodríguez, il a eu Leoncia. Puis plus tard, il est le père de Petronila, avec Mercedes Pembrén Chevalier, sa mère .
Marié le 4 avril, 1849 avec Balbina Peña Pérez, qui lui donna deux fils Juan Francisco et Manuel de Jesús. Plus tard, Juan Francisco devient ministre des Finances dans le gouvernement de Ulises Heureaux et rejoint le cabinet du président Carlos Morales Languasco.

### Les Trinitaires
En 1838 il rejoint la société secrète les Trinitaires pour combattre l'occupation haïtienne (es). Connu pour sa détermination et son honnêteté il assura la direction des Trinitaires durant l'exil de Duarte au Venezuela restant en contact avec lui, en qui il avait une totale confiance. 
Il fut le rédacteur du manifeste pour l'indépendance du 16 janvier 1844 véritable acte d'indépendance.
Il fut le premier à hisser le drapeau national dominicain le 27 février 1844.

### Décès
Arrêté à la suite d'une embuscade El Cercado où il est blessé, il est transporté à San Juan de la Maguana où il fut condamné à mort et fusillé 4 juillet 1861 avec 20 de ses camarades à 16 heures.
Ses restes reposent en compagnie de ceux des deux autres Pères de la Patrie Juan Pablo Duarte et Ramón Matías Mella dans un mausolée, l'« autel de la Patrie », situé dans le parc de l'Indépendance, proche de la Puerta del Conde (en) où a été proclamée l'indépendance. Ce monument a été conçu par Cristián Martínez et inauguré le 27 février 1976.